# مارکوس پلر
مارکوس پلر (انگلیسی: Markus Pleuler؛ زادهٔ ۱۰ مهٔ ۱۹۷۰) بازیکن فوتبال اهل آلمان است.
از باشگاه‌هایی که در آن بازی کرده‌است می‌توان به باشگاه فوتبال دارمشتات ۹۸ اشاره کرد.